# Бабиче-Коренівський
Бабиче-Коренівський або Бабиче-Корєновський (рос.Бабиче-Кореновский) — хутір в Корєновському районі Краснодарського краю. Центр Пролетарського сільського поселення, куди також входить хутір Пролетарський.

## Минуле
Хутір було засновано представниками старого україноруського козацького роду Бабичів, які переселились на Кубань недалеко від станиці Коренівської (названої по імені Коренівського куреня Запорізької Січі), нині місто Кореновськ.

Фото часів Першої Світової Війни 1914-1917 рр., крайній зліва - військовослужбовець Федір Іванович Воробкало, житель хутора Бабиче-Коренівського, нащадок переселенців з Черкащини першої половини XIX століття

Бабиче-Коренівський лежить за 8 км північно-західніше центру Кореновська, на берегах річки  Мальована (сточище Лівого Бейсужка).
Раніше існував також хутір Бабиче-Чернігівський, нині об'єднаний з хутором Пролетарським.